# Década de 1240
Séculos: Século XII - Século XIII - Século XIV
Décadas: 1210 1220 1230 - 1240 - 1250 1260 1270
Anos: 1240 - 1241 - 1242 - 1243 - 1244 - 1245 - 1246 - 1247 - 1248 - 1249